# Palau de Golestan
Palau de Golestan (persa: کاخ گلستان, Kakheh Golestan) és l'antic complex reial de la dinastia qajar a Teheran, la capital de l'Iran. Està inscrit a la llista del Patrimoni de la Humanitat de la UNESCO des del 2013.
És el més antic dels monuments històrics de Teheran; el Palau Golestan (també Gulistan, literalment el Palau de la Terra de les Roses) pertany a un grup d'edificis reials que abans es tancava dins dels murs de fang de la ciutadella de Teheran.